# Adam Örn Arnarson
Adam Örn Arnarson (Akureyri, 27 augustus 1995) is een IJslands voetballer die doorgaans als rechter verdediger speelt.

## Clubcarrière
Hij begon bij Breiðablik Kópavogur waar hij op 3 september 2012 debuteerde als invaller in de uitwedstrijd in de Úrvalsdeild  tegen UMF Grindavík. In januari 2013 werd hij door N.E.C. aangetrokken en na een half jaar in de A1 gespeeld te hebben sloot hij in de zomer van 2013 aan bij de selectie van het eerste team. Hij debuteerde niet en ging in de winterstop terug naar de beloftenselectie. Na de degradatie van N.E.C. in 2014 werd zijn contract ontbonden. Van 5 tot 16 juli 2014 was hij op proef bij AZ. Op 7 augustus tekende hij bij FC Nordsjælland uit Denemarken In januari 2016 ging hij naar het Noorse Aalesunds FK. Daar liep zijn contract eind 2018 af. In februari 2019 verbond Adam Örn zich na een proefperiode aan het Poolse Górnik Zabrze. Hij speelde 13 wedstrijden in de Ekstraklasa maar kwam in het seizoen 2019/20 niet meer aan bod. Begin maart maakte hij de overstap naar het Noorse Tromsø IL dat uitkomt in de 1. divisjon. Per 2022 komt hij wederom uit voor Breiðablik. De van juli tot oktober 2022 speelde hij op huurbasis voor Leiknir Reykjavík. Vanaf februari 2023 komt hij uit voor Fram Reykjavík.

## Interlandcarrière
Adam Örn was IJslands jeugdinternational. Hij debuteerde in het IJslands voetbalelftal op 9 februari 2017 als invaller na 86 minuten voor Viðar Ari Jónsson in een vriendschappelijke wedstrijd tegen Mexico (1-0 nederlaag). In januari 2019 was hij nog tweemaal wisselspeler.